# Jürgen Aretz
Jürgen Aretz (* 10. Februar 1946 in Rheydt) ist ein deutscher Historiker und ehemaliger politischer Beamter.

## Leben
Nach seinem Abitur 1965 studierte er Geschichte, Germanistik, Philosophie, Pädagogik und Politikwissenschaft an der Rheinischen Friedrich-Wilhelms-Universität Bonn. Während seiner Studienzeit engagierte er sich von 1967 bis 1971 in der Hochschulpolitik und war von 1968 bis 1969 erster Sprecher des Studentenparlamentes der Universität Bonn. Aretz wurde dort 1977 mit der Arbeit Katholische Arbeiterbewegung und Nationalsozialismus. Der Verband Katholischer Arbeiter- und Knappenvereine Westdeutschlands 1923–1945 zum Dr. phil. promoviert.
1971 wurde er Assistent des Rektors der Universität Bonn. Ab 1977 arbeitete er als wissenschaftlicher Referent bei der Katholischen Sozialwissenschaftlichen Zentralstelle Mönchengladbach (KSZ). 1978 wurde er bei der Deutschen Bischofskonferenz in Bonn zuständig für Menschenrechtsfragen sowie Entwicklungshilfe für Lateinamerika und das südliche Afrika. 1988 wurde er Leiter der Unterabteilung Grundsatzfragen im Bundesministerium für innerdeutsche Beziehungen; 1990 nahm er an den Verhandlungen zum Einigungsvertrag teil. 1991 wechselte er in den Leitungsbereich des Bundesministeriums der Verteidigung. 1992 wurde er Leiter des Arbeitsstabes neue Länder im Bundeskanzleramt. 

Nach der Bundestagswahl 1998 endete die Ära Kohl. 

Aretz wechselte nach Thüringen, wo seit 1990 Bernhard Vogel (CDU) regierte. Er war von 1999 bis 2004 Staatssekretär im Thüringer Ministerium für Wissenschaft, Forschung und Kunst (TMWTA). 
Er verhandelte als Beauftragter der Landesregierung über Restitutionsforderungen, insbesondere der Familien Sachsen-Coburg und Gotha, Sachsen-Weimar-Eisenach und Sachsen-Meiningen. 2002 war Aretz Vorsitzender der Amtschefskonferenz der Kultusministerkonferenz (KMK). 2004 (inzwischen war Dieter Althaus Nachfolger des aus Altersgründen zurückgetretenen Vogel geworden) wurde Aretz Staatssekretär im Thüringer Ministerium für Wirtschaft, Technologie und Arbeit (Wirtschaftsstaatssekretär). 
Von 2007 bis 2010 war er Generalbevollmächtigter der Thüringer Aufbaubank in Brüssel.
Er vertritt das Haus Hohenzollern bei ihren Rückgabeforderungen auf Güter und Kunstgegenstände gegen die Bundesrepublik Deutschland als deren Verhandlungsführer. 
Auf Seiten der Bundesregierung verhandelt Günter Winands (CDU), Amtschef von Kulturstaatsministerin Monika Grütters (CDU).
Aretz hat rund 200 wissenschaftliche Veröffentlichungen publiziert. Er ist zusammen mit Rudolf Morsey und Anton Rauscher Herausgeber der biographischen Reihe Zeitgeschichte in Lebensbildern. Er ist Mitglied des Wissenschaftlichen Katholischen Studentenvereins WKStV Unitas-Salia Bonn im UV. Seit 2006 ist er Ehrenmitglied der katholischen Studentenverbindung KDStV Saarland (Saarbrücken) Jena im CV.
Er ist Vizepräsident des Kuratoriums Deutsche Einheit und seit Januar 2012 Mitglied des Hochschulrates der Katholischen Universität Eichstätt-Ingolstadt.

## Schriften (Auswahl)
- mit Rudolf Morsey, Anton Rauscher (Hrsg.): Zeitgeschichte in Lebensbildern. Aus dem deutschen Katholizismus des 19. und 20. Jahrhunderts. Grünewald, Mainz, später Aschendorff, Münster. Band 3 (1979) bis Band 12 (2007).
- mit Wolfgang Stock: Die vergessenen Opfer der DDR. 13 erschütternde Berichte mit Original-Stasi-Akten. Lübbe, Bergisch Gladbach 1997, ISBN 3-404-60444-X; Neuausgabe: Palmedia, Berlin 2009, ISBN 978-3-00-029219-4.
- mit Günter Buchstab, Jörg-Dieter Gauger: Geschichtsbilder. Weichenstellungen deutscher Geschichte nach 1945. Herder, Freiburg im Breisgau 2003, ISBN 3-451-20329-4.
- mit Christine Lieberknecht: Von Gorbatschow bis Biermann. Der Point-Alpha-Preis für die Einheit Deutschlands und Europas, Klartext Verlag, Essen 2018, ISBN 978-3-8375-1984-6.